# 평양성도 병풍
평양성도 병풍(平壤城圖 屛風)은 인천광역시 미추홀구 학익동, 송암미술관에 있는 조선시대의 병풍이다. 2018년 6월 26일 대한민국의 보물 지정 예고 절차를 거쳐, 2018년 8월 21일 대한민국의 보물 제1997호로 지정되었다.

## 보물 지정사유
'평양성도 병풍'은 조선 후기 번성했던 평양의 모습을 8폭 병풍의 장대한 화면에 화려하고 섬세하게 표현한 작품이다. 평양은 조선 후기 정치·사회문화적, 지리적으로 매우 중요한 도시였던 만큼 전도식(全圖式) 읍성도(邑城圖)중 가장 많이 그려진 소재였다.
평양성의 전체 풍경을 화폭에 집약해서 그린 그림은 1590년(선조 23) 문인 윤두수(尹斗壽, 1531～ 1601)가 편찬한 『평양지(平壤誌)』의「평양관부도(平壤官府圖)」에 기초한 도상이 16세기 후반 무렵 갖추어지기 시작하여 18세기 후반에는 전형이 확립되었고, 19세기 이후 크게 유행하였다.
따라서 현존하는 평양성도가 대부분 19세기에 그려진 것에 비해, 이 '평양성도 병풍'은 18세기 후반～19세기 전반에 소실된 대동강 주변의 애련당(愛蓮堂)과 장대(將臺)가 묘사되어 있어 비교적 이른 시기에 제작된 것으로 추정된다. 특히 19세기에 유행한 밝고 짙은 청색을 혼용하지 않고 녹색 위주로 처리한 청록산수(靑綠山水)의 표현, 명암이 거의 없는 건물 묘사와 인물이 표현되지 않은 고식적인 화법(畵法) 등을 근거로 제작 시기를 18세기 후반기까지 올려볼 수 있어 현존하는 평양성도 중 가장 연대가 올라가는 작품으로 판단된다.
이처럼 '평양성도 병풍'은 작품의 규모와 제작 시기, 예술적 완성도, 조선시대 평양에 대한 역사적 위상 반영 등 여러 면에서 문화재적 가치가 인정될 뿐 아니라 조선 후기 읍성도 연구에 있어서도 기준이 되는 중요한 작품이다.

## 소장 경위
이 문화재는 OCI(옛 동양제철화학) 창업자인 고(故) 이회림 회장이 설립해 인천시에 무상으로 기증한 송암미술관의 대표 소장품 중 하나이다.

## 참고 문헌
- 평양성도 병풍 - 국가유산청 국가유산포털